# 陳裕南
陳裕南（1956年—），香港社會運動人士，社會民主連線成員，保钓运动人士。在1996年保衛釣魚台行動中，成功突破日本海上保安廳的防線，登上釣魚台，揮動並插上中華人民共和國國旗，宣示主權。現職為香港的士司機。

## 生平
陳裕南熱愛中國歷史，早於80年代便與香港保釣運動領袖陳毓祥等人認識，自此一起參與民間保釣運動，並加入香港民主黨。
1996年10月，港台數百名保釣人士，為悼念早前在釣島海域溺斃的全球華人保釣大聯盟盟主、港人陳毓祥，租用數十條小艇衝破日本防線，順利登陸釣魚台，其中在釣魚台上插上中華人民共和國國旗的正是陳裕南，而另一名登上釣島的是新黨台北縣議會議員金介壽。受到中華人民共和國及港英政府的壓力，日本政府無條件送還所有保釣人士。
2003年10月7日，保钓船闽龙渔F861号自福建厦门东渡渔港启航，于10月9日凌晨与台湾保钓船新航166号会合，此后共同驶往钓鱼岛，但遭到日本海上保安厅拦截，被迫返航。在此次行动中，周文博等7人负责厦门方面的岸上协调工作。此次自厦门港出海者共有10人（另有6位福建船工），其中台湾保钓人士1名：台湾保钓行动小组执行长黄锡麟；香港保钓组织成员5人：朱幼麟（香港立法会议员、全国人大代表）、罗就（香港保钓行动委员会副主席）、郑志坤、陈裕南、王国豪；大陆民间保钓人士4人：张立昆（天津）、李义强（厦门）、方卫强（浙江）、殷敏洪（湖南）。保钓人士于10月8日下午发表《海峡两岸与香港联合出海保钓声明》。
2005年，在起诉房屋委員會出售資產的領匯案敗訴之後，領匯案班底協助香港市民反對東區海底隧道加價的訴訟随之开始。兩名的士司機業界代表，陳裕南及潘達強因東隧加價令的士司機收入減少，遂在區議員陶君行等人的協助下，向香港高等法院申請司法覆核，要求推翻仲裁結果。香港高等法院不支持他们的申请，他们的挑战很快失败。
2011年，身为的士司機權益會副會長的陳裕南與会长李匡晉等建議香港特别行政区政府開徵的士牌照轉讓稅，以遏制炒卖的士牌照的风潮，并建议香港政府增發的士牌照。
陳裕南是社會民主連線成員。2012年香港社會關注李旺陽事件，同年7月12日，陳裕南與同為社會民主連線成員的羅堪就一起赴北京上访表達訴求，要求當局调查李旺阳事件。抵达北京首都国际机场后，他们二人入境後，隨即被中华人民共和国國家安全人员帶走「商討行程」。經了解後，當局准許他們于7月13日赴國家信訪局上訪，但要求他們取消赴湖南邵陽的計劃。
啟豐二號船員2012年登上釣魚島事件中，陳裕南當時擔任陆上总指挥。